# Bohdalov
Bohdalov (en allemand : Bochdalau) est un bourg (městys) du district de Žďár nad Sázavou, dans la région de Vysočina, en République tchèque. Sa population s'élevait à 1 150 habitants en 2020.

## Géographie
Bohdalov se trouve à 11 km au sud-sud-ouest de Žďár nad Sázavou, à 23 km à l'est-nord-est de Jihlava à 123 km à l'est-sud-est de Prague.
La commune est limitée par Rudolec à l'ouest et au nord-ouest, par Újezd au nord-est, par Pokojov, Znětínek et Pavlov à l'est, par Kyjov et Černá au sud et par Arnolec au sud-ouest et par Stáj à l'ouest.

## Histoire
La première mention écrite de la localité date de 1349.

## Administration
La commune se compose de deux quartiers :
- Bohdalov
- Chroustov

## Transports
Par la route, Bohdalov se trouve à 11,5 km de Žďár nad Sázavou, à 26,5 km de Jihlava et à 147 km de Prague.